# تيم هورتون
تيم هورتون هو لاعب هوكي الجليد كندي، ولد في 12 يناير 1930 في كوتشران في كندا، وتوفي في 21 فبراير 1974 في سانت كاثرينز في كندا بسبب حادث مرور.

## وصلات خارجية
- تيم هورتون على موقع دوري الهوكي الوطني (الإنجليزية)
- تيم هورتون على موقع EliteProspects.com (الإنجليزية)
- تيم هورتون على موقع HockeyDB.com (الإنجليزية)
- تيم هورتون على موقع Hockey-Reference.com (الإنجليزية)
- تيم هورتون على موقع قاعة كندا للمشاهير الرياضية (الإنجليزية)
- تيم هورتون على موقع الموسوعة البريطانية (الإنجليزية)